# Crosslauf-Weltmeisterschaften 2004
Die 32. Crosslauf-Weltmeisterschaften der IAAF fanden am 20. und 21. März 2004 in Brüssel (Belgien) statt.

## Kurs
Veranstaltungsort war der Laken-Park, in dem eine hügelige 2-km-Runde eingerichtet worden war. Die Männer bewältigten auf der Langstrecke 12 km, die Frauen auf der Langstrecke und die Junioren 8 km, die Juniorinnen 6 km und die Kurzstreckler beiderlei Geschlechts 4 km.

## Wettkämpfe
Das Rennen der Juniorinnen, das Kurzstreckenrennen der Männer und das Langstreckenrennen der Frauen fanden am 20. März statt, die anderen drei Rennen am darauffolgenden Tag. 

## Ergebnisse

### Männer

#### Langstrecke

##### Einzelwertung
| Platz | Athlet                    | Land | Zeit (min) |
| ----- | ------------------------- | ---- | ---------- |
| 1     | Kenenisa Bekele           | ETH  | 35:52      |
| 2     | Gebregziabher Gebremariam | ETH  | 36:10      |
| 3     | Sileshi Sihine            | ETH  | 36:11      |
| 4     | Eliud Kipchoge            | KEN  | 36:34      |
| 5     | Charles Waweru Kamathi    | KEN  | 36:36      |
| 6     | Zersenay Tadese           | ERI  | 36:37      |
| 7     | Fabiano Joseph            | TAN  | 36:49      |
| 8     | Yibeltal Admassu          | ETH  | 36:52      |

Von 142 gemeldeten Athleten gingen 136 an den Start und erreichten 130 das Ziel.

##### Teamwertung
| Platz | Land und Athleten                                                                   | Gesamtpunktzahl und Einzelplatzierung |
| ----- | ----------------------------------------------------------------------------------- | ------------------------------------- |
| 1     | Äthiopien Kenenisa Bekele Gebregziabher Gebremariam Sileshi Sihine Yibeltal Admassu | 14 01 02 03 08                        |
| 2     | Kenia Eliud Kipchoge Charles Waweru Kamathi Wilberforce Talel John Cheruiyot Korir  | 30 04 05 10 11                        |
| 3     | Eritrea Zersenay Tadese Yonas Kifle Tesfayohannes Mesfin Samson Kiflemariam         | 66 06 09 22 29                        |

Insgesamt wurden 19 Teams gewertet.

#### Kurzstrecke

##### Einzelwertung
| Platz | Athlet                    | Land | Zeit (min) |
| ----- | ------------------------- | ---- | ---------- |
| 1     | Kenenisa Bekele           | ETH  | 11:31      |
| 2     | Gebregziabher Gebremariam | ETH  | 11:36      |
| 3     | Terefe Maregu             | ETH  | 11:42      |
| 4     | Ahmad Hassan Abdullah     | QAT  | 11:44      |
| 5     | Saif Saaeed Shaheen       | QAT  | 11:44      |
| 6     | Eliud Kibet Kirui         | KEN  | 11:45      |
| 7     | Isaac Kiprono Songok      | KEN  | 11:45      |
| 8     | Sultan Khamis Zaman       | QAT  | 11:50      |

Von 143 gemeldeten Athleten gingen 140 an den Start und erreichten 139 das Ziel.
Teilnehmer aus deutschsprachigen Ländern:
- 71: Thomas Benz (SUI), 12:36
- 73: Daniel Vögeli (SUI), 12:37
- 82: Walter Jenni (SUI), 12:41
- 89: Philipp Bandi (SUI), 12:45
- 109: Michael Mächler (SUI), 13:06
- 123: Pius Stucki (SUI), 13:26

##### Teamwertung
| Platz | Land und Athleten                                                                                   | Gesamtpunktzahl und Einzelplatzierung |
| ----- | --------------------------------------------------------------------------------------------------- | ------------------------------------- |
| 1     | Äthiopien Kenenisa Bekele Gebregziabher Gebremariam Terefe Maregu Dejene Berhanu                    | 17 01 02 03 11                        |
| 2     | Katar Ahmad Hassan Abdullah Saif Saaeed Shaheen Sultan Khamis Zaman Abdulaziz Abdelrahman al-Ameeri | 39 04 05 08 22                        |
| 3     | Kenia Eliud Kibet Kirui Isaac Kiprono Songok Abraham Chebii Kiplimo Muneria                         | 52 06 07 19 20                        |

Insgesamt wurden 18 Teams gewertet. Die Schweizer Mannschaft belegte mit 315 Punkten den 15. Platz.

#### Langstrecke

##### Einzelwertung
| Platz | Athletin               | Land | Zeit (min) |
| ----- | ---------------------- | ---- | ---------- |
| 1     | Benita Johnson         | AUS  | 27:17      |
| 2     | Ejegayehu Dibaba       | ETH  | 27:29      |
| 3     | Werknesh Kidane        | ETH  | 27:34      |
| 4     | Alice Jemeli Timbilili | KEN  | 27:36      |
| 5     | Teyba Erkesso          | ETH  | 27:43      |
| 6     | Lornah Kiplagat        | NED  | 27:56      |
| 7     | Eunice Jepkorir        | KEN  | 27:59      |
| 8     | Émilie Mondor          | CAN  | 28:01      |

Von 100 gemeldeten Athletinnen gingen 97 an den Start und erreichten 96 das Ziel. 
Als einzige Teilnehmerin aus einem deutschsprachigen Land kam die Deutsche Susanne Ritter auf den 23. Platz (28:53).

##### Teamwertung
| Platz | Land und Athletinnen                                                                   | Gesamt- und Einzelpunktzahl |
| ----- | -------------------------------------------------------------------------------------- | --------------------------- |
| 1     | Äthiopien Ejegayehu Dibaba Werknesh Kidane Teyba Erkesso Derartu Tulu                  | 26 02 03 05 16              |
| 2     | Kenia Alice Jemeli Timbilili Eunice Jepkorir Fridah Chepkemoi Domongole Sally Barsosio | 30 04 07 09 10              |
| 3     | Vereinigtes Königreich Kathy Butler Liz Yelling Louise Damen Natalie Harvey            | 74 11 13 22 28              |

Insgesamt wurden 14 Teams gewertet. 

#### Kurzstrecke

##### Einzelwertung
| Platz | Athletin                  | Land | Zeit (min) |
| ----- | ------------------------- | ---- | ---------- |
| 1     | Edith Masai               | KEN  | 13:07      |
| 2     | Tirunesh Dibaba           | ETH  | 13:09      |
| 3     | Teyba Erkesso             | ETH  | 13:11      |
| 4     | Werknesh Kidane           | ETH  | 13:14      |
| 5     | Isabella Ochichi          | KEN  | 13:18      |
| 6     | Olga Romanowa             | RUS  | 13:19      |
| 7     | Peninah Biwott Jepchumba  | KEN  | 13:22      |
| 8     | Vivian Jepkemoi Cheruiyot | KEN  | 13:23      |

Von 97 gemeldeten Athletinnen gingen 91 an den Start und erreichten 89 das Ziel. 
Teilnehmerinnen aus deutschsprachigen Ländern:
- 42: Mirja Jenni-Moser (SUI), 14:19
- 50: Eliane Murer (SUI), 14:26
- 67: Christina Carruzzo (SUI), 14:40
- 69: Monique Zimmer (SUI), 14:45
- 70: Andrea Etter (SUI), 14:45

##### Teamwertung
| Platz | Land und Athletinnen                                                                  | Gesamt- und Einzelpunktzahl |
| ----- | ------------------------------------------------------------------------------------- | --------------------------- |
| 1     | Äthiopien Tirunesh Dibaba Teyba Erkesso Werknesh Kidane Ejegayehu Dibaba              | 19 02 03 04 10              |
| 2     | Kenia Edith Masai Isabella Ochichi Peninah Biwott Jepchumba Vivian Jepkemoi Cheruiyot | 21 01 05 07 08              |
| 3     | Kanada Émilie Mondor Carmen Douma-Hussar Malindi Elmore Tina Connelly                 | 87 13 17 22 35              |

Insgesamt wurden zwölf Teams gewertet. Die Schweizer Mannschaft belegte mit 228 Punkten den elften Platz.

### Junioren

#### Einzelwertung
| Platz | Athlet                    | Land | Zeit (min) |
| ----- | ------------------------- | ---- | ---------- |
| 1     | Meba Tadesse              | ETH  | 24:01      |
| 2     | Boniface Toroitich Kiprop | UGA  | 24:03      |
| 3     | Ernest Meli Kimeli        | KEN  | 24:16      |

Von 123 gemeldeten Athleten gingen 120 an den Start und erreichten 118 das Ziel.
Als einziger Teilnehmer aus einem deutschsprachigen Land kam der Schweizer Alain McLaren auf den 114. Platz (29:54).

#### Teamwertung
| Platz | Land und Athleten                                                                                | Gesamt- und Einzelpunktzahl |
| ----- | ------------------------------------------------------------------------------------------------ | --------------------------- |
| 1     | Kenia Ernest Meli Kimeli Barnabas Kiplagat Kosgei Hosea Mwok Macharinyang Ronald Kipchumba Rutto | 20 03 04 06 07              |
| 2     | Äthiopien Meba Tadesse Mulugeta Wendimu Tessema Absher Yerefu Berhanu                            | 25 01 05 09 10              |
| 3     | Uganda Boniface Toroitich Kiprop Moses Aliwa Harbert Okuti Nicholas Kwemoi                       | 33 02 08 11 12              |

Insgesamt wurden 18 Teams gewertet.

### Juniorinnen

#### Einzelwertung
| Platz | Athletin         | Land | Zeit (min) |
| ----- | ---------------- | ---- | ---------- |
| 1     | Meselech Melkamu | ETH  | 20:48      |
| 2     | Aziza Aliyu      | ETH  | 20:53      |
| 3     | Mestawat Tadesse | ETH  | 20:56      |

Von 117 gemeldeten Athletinnen gingen 115 an den Start und erreichten 112 das Ziel.
Als einzige Teilnehmerin  aus einem deutschsprachigen Land kam die Schweizerin Estelle Oberson auf den 90. Platz (23:43).

#### Teamwertung
| Platz | Land und Athletinnen                                                                   | Gesamt- und Einzelpunktzahl |
| ----- | -------------------------------------------------------------------------------------- | --------------------------- |
| 1     | Äthiopien Meselech Melkamu Aziza Aliyu Mestawat Tadesse Workitu Ayanu                  | 10 01 02 03 04              |
| 2     | Kenia Chemtai Rionotukei Jebichi Yator Gladys Jepkemoi Chemweno Evelyne Kemunto Kimwei | 36 05 06 09 16              |
| 3     | Japan Hitomi Miyai Yuko Nohara Hitomi Niiya Kei Terada                                 | 67 10 11 19 27              |

Insgesamt wurden 17 Teams gewertet.